# آرثر بريدغز
آرثر بريدغز هو سياسي أسترالي، ولد في 19 نوفمبر 1901، وتوفي في 22 مايو 1968 في Darlinghurst ‏ في أستراليا. نشط حزبياً في حزب أستراليا المتحدة. وقد انتخب عضو المجلس التشريعي لنيوساوث ويلز ‏.